# Serge Bazelaire
Serge Bazelaire est un gynécologue français né à Paris le 15 juillet 1922 et mort à Reims le 5 décembre 1991. Il joua un rôle important à Reims dans le développement des cliniques privées, dans la promotion de l’accouchement sans douleur et assura la présidence du stade de Reims de 1974 à 1990.

## Biographie
Serge Bazelaire est né à Paris 15e le 15 juillet 1922.
Il devient docteur en médecine en 1952. Il fut professeur à l’École des sages-femmes du CHR de Reims. Le docteur Serge Bazelaire ouvre une première clinique avec 12 lits. Il ouvre, en 1959, une deuxième clinique qu’il nomme « Les Bleuets ». Il est un fervent promoteur de la technique de l’accouchement sans douleur. En 1971, il ouvre un troisième établissement : la polyclinique Les Bleuets II.
A coté de ses activités médicales, le docteur Bazelaire fut membre du Comité directeur du Stade de Reims, dès 1966, puis en devint président de 1974 à 1990.
Il meurt à Reims le 5 décembre 1991 et repose au Cimetière du Nord de Reims.

## Publications
- Maternité - Fécondation, grossesse, accouchement, nourrisson  de Serge Bazelaire, Roger Hersilie, René Bodenschatz – 1973 –Editeur la Table Ronde - (ISBN 9791037100498) –  (ISBN 2710319020)

## Hommage
En 2000, une rue est baptisée en son honneur dans le quartier de La Neuvillette de Reims.